# Agromyza diversa
Agromyza diversa är en tvåvingeart som beskrevs av Johnson 1922. Agromyza diversa ingår i släktet Agromyza och familjen minerarflugor. Inga underarter finns listade i Catalogue of Life.